# Amblypodia angulata
Amblypodia angulata är en fjärilsart som beskrevs av John Henry Leech 1890. Amblypodia angulata ingår i släktet Amblypodia och familjen juvelvingar. Inga underarter finns listade i Catalogue of Life.